# Anton Bauer (Rechtswissenschaftler)

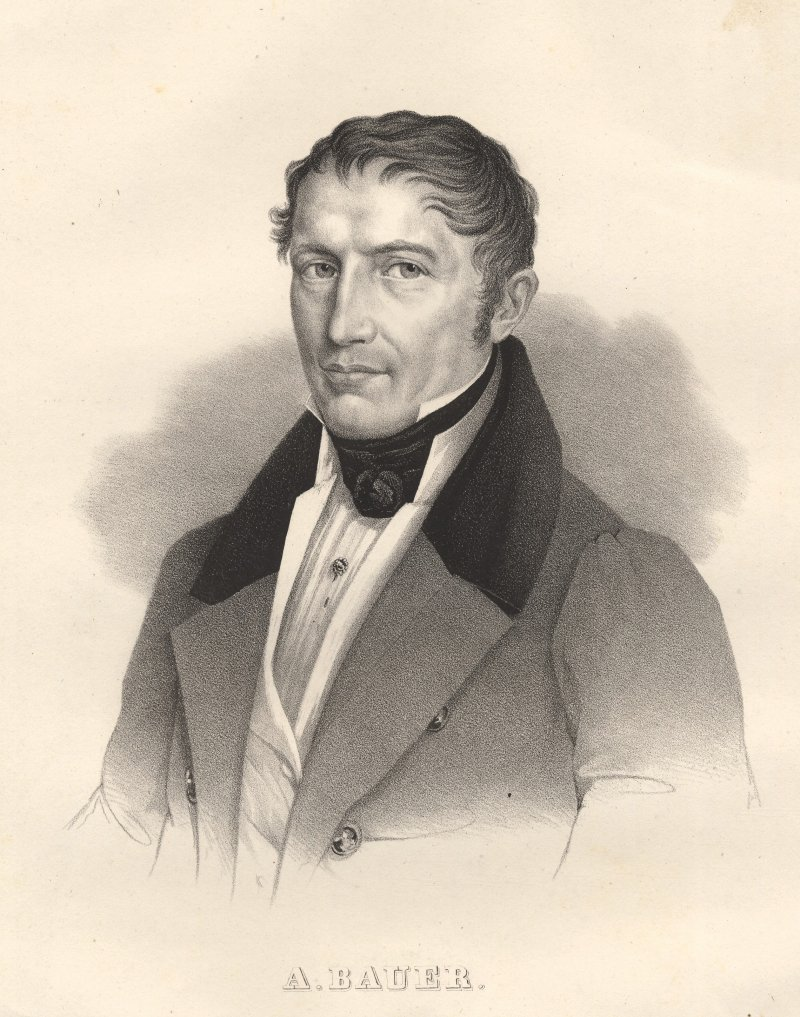
Porträt um 1830, Anton Bauer

Anton Bauer (* 16. August 1772 in Marburg; † 1. Juni 1843 in Göttingen) war ein deutscher Rechtswissenschaftler, der sich insbesondere mit der Theorie des Strafrechts beschäftigte.

## Leben
Er studierte an der Philipps-Universität Marburg. Am 7. August 1793 wurde er in Marburg zum Dr. iur. promoviert. Seit 1793 Privatdozent, wurde er 1797 Professor und Beisitzer des Spruchkollegiums. 1811 leitete er als Prorektor die Universität. 1812 in gleicher Eigenschaft an die Georg-August-Universität Göttingen versetzt, wurde er vielfach mit legislativen Arbeiten beschäftigt. In Marburg war er einmal, in Göttingen dreimal Rektor der Universität.
Mit seinen Grundsätzen des Kriminalprozesses veröffentlichte er 1805 das erste selbstständige Lehrbuch zum Strafprozessrecht, das er über 30 Jahre später nochmals in einer umgearbeiteten Auflage erscheinen ließ.
Die Philosophie des Strafrechts behandelte er in seinem Lehrbuch des Naturrechts, später ausführlicher in den Grundlinien des philosophischen Kriminalrechts. Zunächst Anhänger von Feuerbachs „Abschreckungstheorie“, entwickelte er später eine eigene strafrechtliche Theorie, die „Warnungstheorie“. Diese stellte er 1827 in seinem Lehrbuch des Strafrechts vor und vertiefte sie drei Jahre später in der Schrift Die Warnungstheorie.
Im Jahre 1837 wurde er Ritter des Guelphen-Ordens.

## Werke

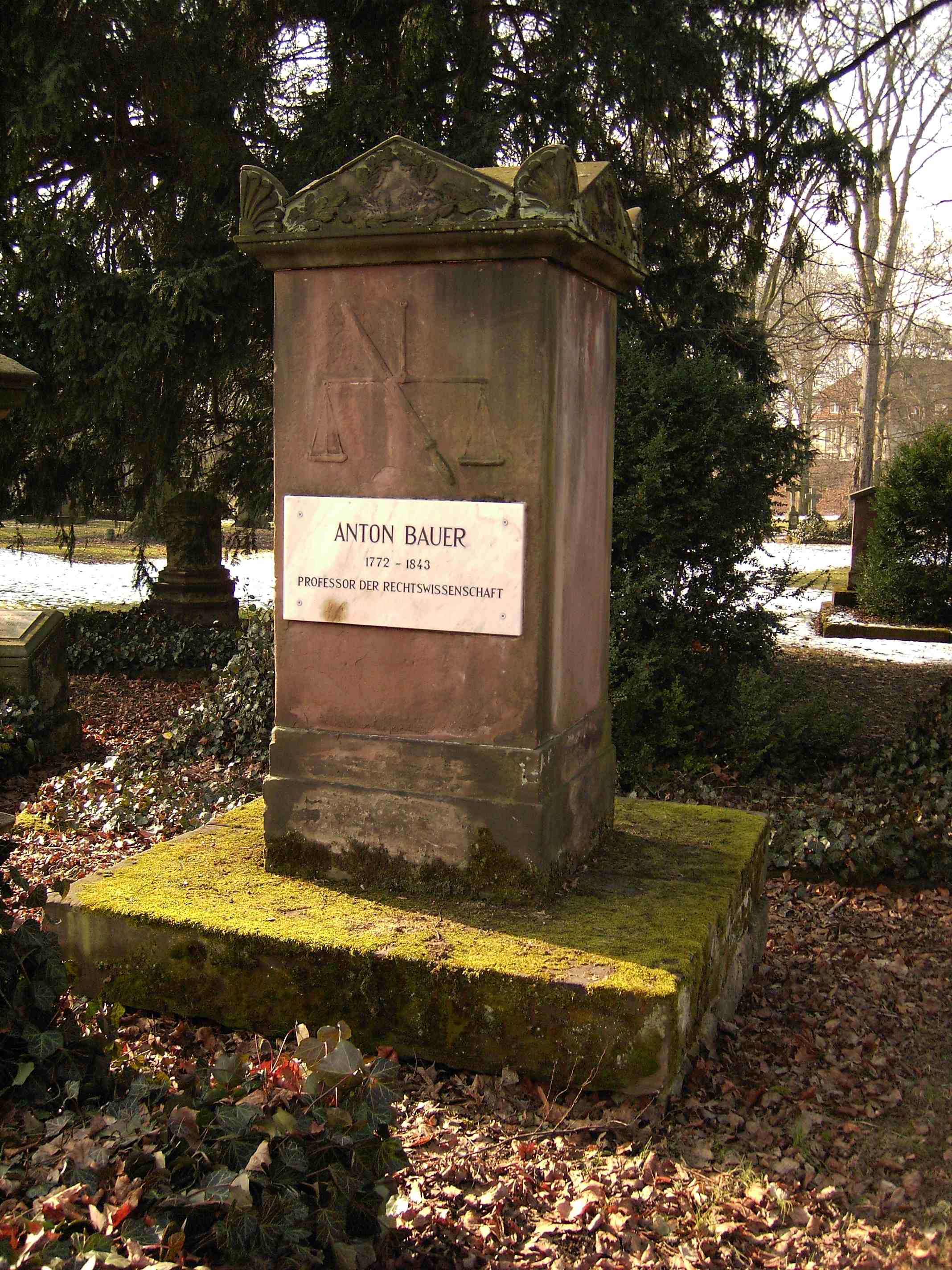
Grab Bauers

- Grundsätze des Kriminalprozesses, Marburg 1805
- Lehrbuch des Naturrechts, Marburg 1808 (3. Ausgabe Göttingen 1825)
- Lehrbuch des Napoleonischen Zivilrechts, Marburg 1809, 2. Aufl. 1812
- Beiträge zur Charakteristik und Kritik des Code Napoléon, Marburg 1810
- Grundlinien des philosophischen Kriminalrechts, Göttingen 1825
- Lehrbuch des Strafrechts, Göttingen 1827, 2. Ausgabe 1833
- Die Warnungstheorie, nebst einer Darstellung und Beurteilung aller Strafrechtstheorien, Göttingen 1830
- Strafrechtsfälle, 4 Bände, Göttingen 1835–1839
- Anleitung zur Kriminalpraxis, Göttingen 1837
- Beiträge zum deutschen Privatfürstenrechte, Göttingen 1839
- Lehrbuch des Strafprozesses, umgearbeitete Fassung der Grundsätze, Göttingen 1835 (2. Ausgabe von Morstadt, Göttingen 1848)
- Abhandlungen aus dem Strafrecht und dem Strafprozeß, 3 Bände, Göttingen 1840–1843
- einige Schriften über die Entwürfe des hannoverschen Strafgesetzbuches und der Strafprozeßordnung, an deren Abfassung und Redaktion er beteiligt war

Herausgeberschaft
G. L. Böhmer: Principia juris feudalis. 8. Auflage mit Anmerkungen Bauers, Göttingen 1819